# Samalga Island
Samalga Island ist eine kleine unbewohnte Insel der Fox Islands, die zu den Aleuten 
gehören. Die etwa 6,8 km lange und 30 m hohe Insel liegt im Westen der Fox Islands. Laut Pater Innokenti Weniaminow lebten 1764 etwa 400 Menschen auf dem heute unbewohnten Eiland.